# Oligofag
Oligofager är en djurarter som livnär sig av ett begränsat antal, vanligen besläktade växter eller djur, till exempel coloradoskalbaggen som endast äter potatisplantan.
Oligofaga arter kan i vissa fall komma ifråga som medel för biologisk bekämpning av ohyra eller ogräs. 